# 恋に落ちる確率
『恋に落ちる確率』（こいにおちるかくりつ、原題: Reconstruction）は、クリストファー・ボー監督による2003年のデンマークの映画である。恋人がいながら違う女性のあとを追いかけた男が、不思議な「再構築」の世界へと迷い込むさまを描く。第56回カンヌ国際映画祭では、ボーがカメラ・ドール（旧・新人監督賞）を受賞した。

## ストーリー
写真家であるアレックスは恋人のシモーネとのデート中に、突然「用事がある」と言って彼女を置いて去り、アイメという美しい人妻を追いかけていく。アイメとの夢のような一夜を過ごしたアレックスが自分のアパートに戻ると、部屋が忽然と姿を消している。近くの部屋の住人はアレックスと会ったこともないと言い、助けを求めて訪ねた親友の家でも、不審者のような扱いを受ける。路上で遭遇したシモーネさえ、アレックスのことを知らないと言い始める。アレックスはやがて、自分の人生を構成する要素が、アイメという“運命の女”と出会ったがために再構成（Reconstruction）されていることを理解する。彼は自分に残されたのがアイメとの関係だけだと思い、彼女と約束したレストランへと向かう。

## キャスト
※括弧内は日本語吹替。
- アレックス・デヴィッド - ニコライ・リー・カース（宮内敦士）
- アイメ・ホルム / シモーネ - マリア・ボネヴィー（安藤麻吹）
- アウグスト・ホルム - クリステン・ヘンリクソン（土師孝也）
- レオ・サンド - ニコラス・ブロ（菅原淳一）
- モニカ - イダ・ドウィンガー
- ナン・サンド - ヘレ・ファグラリド
- バヌム夫人 - マレーネ・シュヴァルツ
- メル・デヴィッド - ピーター・スティーン（藤城裕士）
- ジャーナリスト - イザベラ・ミーエ・レナード
- マジシャン - クラウス・ムルブジャーグ
- メルセデス・サンド - メルセデス・クラロ・シェリン
- ウェイター - ジェンス・ブレガー